# Myrsine cubana
Myrsine cubana A.DC. – gatunek roślin z rodziny pierwiosnkowatych (Primulaceae). Występuje endemicznie naturalnie w Stanach Zjednoczonych (na Florydzie), Bahamach, Kubie, Jamajce, Haiti, Dominikanie, Portoryko, Turks i Caicos, Małych Antylach, Meksyku, Belize, Gwatemali, Hondurasie, Nikaragui, Kostaryce oraz Panamie. 

## Morfologia
PokrójZimozielone drzewo lub krzew. Dorasta do 1–15 m wysokości.
LiścieBlaszka liściowa jest nieco skórzasta i ma podługowato eliptyczny lub lancetowato odwrotnie jajowaty kształt. Mierzy 4–13 cm długości oraz 2,5–5,5 cm szerokości, jest całobrzega, ma ostrokątną nasadę i ostry wierzchołek. Ogonek liściowy jest nagi i ma 4–7 mm długości.
KwiatyRozdzielnopłciowe, zebrane w pęczkach wyrastających z kątów pędów. Mają działki kielicha o owalnym kształcie i dorastające do 1–2 mm długości. Płatki są lancetowate i mają 2–3 mm długości.
OwocPestkowce mierzące 4-5 mm średnicy, o kulistym kształcie.

## Biologia i ekologia
Rośnie w lasach, na wysokości do 100 m n.p.m.